# Вяземский машиностроительный завод
Вяземский машиностроительный завод — промышленное предприятие в городе Вязьма Смоленской области. Производит оборудование для прачечных, а также машины химической чистки и компактные установки для отжима ковров.

## История

### Предыстория
Ещё в 1898 году братьями Строгановыми в Вязьме было открыто бесплатное начальное училище готовившее слесарей, токарей, кузнецов и столяров.
В 1921 году училище было переименовано в профессионально-техническую школу имени Парижской Коммуны с трехгодичным курсом обучения..

### 1931—1941 годы
В 1931 году на базе школьных мастерских было образовано самостоятельное предприятие: «Ремонтно-механические мастерские облкомхоза города Вязьмы».
К концу 30-х годов мастерские отливали и производили механическую обработку многих сложных деталей и запасных частей для оборудования дизельных тепловых электростанций, так, например, в 1940 году литейщики завода изготовили поршни и маховик для Остяко-Вогульской электростанции на Сахалине.
14 марта 1941 года Вяземские ремонтно-механические мастерские были переименованы в Вяземский литейно-механический завод и передан в ведение треста «Энергозапчасть» наркомхоза РСФСР.

### В годы войны (1941—1945 годы)
Осенью 1941 года началась эвакуация завода: литейное оборудование было отправлено в город Молотов Пермской области, станки для обработки — в город Раненбург Рязанской области, а работники завода, не подлежащие призыву, с директором Е. Д. Фейгиным уехали в город Семенов Горьковской области. Производственные помещения заняли военные под ремонт техники: полуторок, танков, самоходок и др.
Оккупация Вязьмы длилась 17 месяцев. Город был разрушен полностью. Завод представлял собой пустую коробку без окон и дверей.
После освобождения Вязьмы, в июле 1943 года, предприятие было передано в подчинение Главного управления коммунального оборудования народного комиссариата коммунального хозяйства РСФСР. Утверждено штатное расписание в количестве 14 человек. Директором завода назначен Григорий Артемьевич Максименков. Восстанавливал завод коллектив из 50 человек, среди которых 14 взрослых и три десятка 14 — 16 летних подростков. В эксплуатацию завод был сдан 13 апреля 1945 года.

### Послевоенная история (до 1991 года)
В 1946 году Совет Министров РСФСР принял решение о строительстве в Вязьме на базе чугунолитейного завода нового завода прачечного оборудования.
В 1954 году предприятие было преобразовано в Вяземский машиностроительный завод и перепрофилировано на производство банно-прачечного оборудования. В это время выпущены первые машины СМ-50; освоено серийное производство сушильных барабанов БСТ-25 и сушильно-гладильных машин К-380М.
В 1955 году завод был передан в подчинение Совету Народного Хозяйства РСФСР, а затем министерству строительного, дорожного и коммунального машиностроения.
В 70-е гг. завод начал производить стиральные машины КП-019 (загрузка 50 кг), которые экспортировались в Канаду и Австралию, центрифуги ЦПМ-50 и КП-219 (50 кг), также был освоен выпуск сушильно-растрясочной машины КП-615-1 и гладильных каландров К-380 и К-322.
В 80-90-е гг. «Вязьма» производила поточные линии стирки и, в экспериментальном порядке, машину на 120 кг и машину «барьерного» типа КП-133.

### Период Российской Федерации (с 1992 года)
В октябре 1992 года был преобразован в акционерное общество открытого типа.
В 90-е годы завод, следуя требованиям рыночной экономики, перешел на новый модельный ряд, сконцентрировавшись на изготовлении мини-прачечных. Возникла новая тенденция: каждая компания или организация (гостиница, детский сад и пр.) стала стирать для себя сама. Поэтому руководство сделало ставку на стиральные машины.
В 2002 году заводом начато совместное производство с китайским предприятием «Sea-Lion» машин химической чистки загрузкой от 8 до 22 кг.